# Maximus
 Maximus — рід жуків родини Довгоносики (Curculionidae). Вид названо на честь Массімо (лат. Maximus) Мерегаллі, відомого італійського ентомолога, дослідника Cleonini.

## Зовнішній вигляд
Жуки цього роду мають середні й крупні розміри, довжина їх тіла сягає 9.5-20  мм. Основні ознаки:
- Головотрубка товста й коротка, з серединним кілем та борозенками або вдавленнями з обох його боків; волоски та лусочки, що вкривають головотрубку, спрямовані до її середини;
- 1-й членик джутика вусиків довший за 2-й;
- передньоспинка трохи звужена допереду, з перетяжкою перед переднім краєм і кутовидно витягнутою серединою заднього краю; вкрита бугорцями-зернятками або крапками з потовщеним краєм;
- надкрилля трохи опуклі, з крапковими рядами, основа надкриллів вкрита бугорцями;
- тіло щільно вкрите видовженими лусочками і має світло-брунатний колір;
- 1-й та 2-й членик лапок видовжені, конічні, 3-й дволопатевий, густо вкриті товстими волосками, а ззаду — шипами, кігтики зближені біля своєї основи.

Фотографії видів цього роду дивись на.

## Спосіб життя
У видів, що більш або менш вивчені у цьому відношенні, спосіб життя типовий для Cleonini. Види цього роду є мешканцями посушливих регіонів — степів, напівпустель та пустель. Життєвий цикл їх пов'язаний із лободовими, а також амарантовими. Зокрема, у Туркменістані жуки Maximus subfuscus виходять з зимівлі ранньою весною, живляться в основному на рослинах вказаних родин. Парування та відкладання яєць відбуваються у травні. Яйця самиця відкладає на коріння. Личинки живляться поверхневими тканинами. Для заляльковування вони будують ґрунтові камери поблизу коренів, у цих камерах імаго нового покоління і зимують.

## Географічне поширення
Ареал роду тяжіє до центральної частини півдня Палеарктики. У більшості видів ареали не виходить за межі Азії (див. нижче). Один вид цього роду — Maximus strabus мешкає в Україні .

## Класифікація
У цьому роді описано щонайменше 15 видів:
- Maximus absolutus  (Faust, 1904) — Сирія, Іран
- Maximus aemulus  (Faust, 1894) — Казахстан
- Maximus armeniacus  (Faust. 1884) — Вірменія
- Maximus crispicollis  (Ballion, 1878) — Казахстан, Середня Азія, Китай
- Maximus gebleri  (Fåhraeus, 1842) — південь Європейської частини Росії, Казахстан, Іран, Середня Азія
- Maximus granulatus  (Fischer von Waldheim, 1821) — південь Європейської частини Росії, Казахстан, Афганістан, Іран, Середня Азія, Західний Сибір, Китай
- Maximus leucophaeus  (Menetries, 1849) — Середня Азія, Західний Сибір, Китай
- Maximus melancholicus  (Menetries, 1849) — Іран, Середня Азія
- Maximus mimosae  (Olivier, 1807) — Близький Схід, Іран
- Maximus obnoxius  (Fåhraeus, 1842) — Іран, Середня Азія
- Maximus ostentatus  (Faust. 1904) — Іран, Казахстан, Туркменістан
- Maximus pilipes  (Fåhraeus, 1842) — південь Європейської частини Росії
- Maximus strabus  (Gyllenhal, 1834) — Молдова, Україна, південь та центр Європейської частини Росії, Казахстан, Іран, Середня Азія, Західний Сибір, Китай
- Maximus subfuscus  (Faust, 1883) — Казахстан, Іран, Середня Азія
- Maximus vagus  (Bedel, 1909) — Північна Африка, Іран

## Практичне значення
Maximus subfuscus та декілька інших видів називалися у числі шкідників буряку (див., наприклад,), але даних про реальні економічні збитки, як правило, не наводилось.